# Musaranya ratolí de les muntanyes d'Aberdare
La musaranya ratolí de les muntanyes d'Aberdare (Surdisorex norae) és una espècie de mamífer de la família de les musaranyes (Soricidae) endèmica de Kenya i el seu hàbitat natural són els herbassars de gran altitud tropicals o subtropicals.